# Archivos .tod
Los archivos con extensión .TOD son archivos de video en alta definición grabados con alguna cámara JVC EVERIO de la gama GZ. Estos archivos se crean utilizando el codec MPEG2 HD.
Actualmente muchos usuarios tienen problemas a la hora de editar estos vídeos con programas como, por ejemplo, adobe premiere.
La mejor opción para el premiere es el plugin Mainconcept Mpeg Pro HD 3 para premiere, que reconoce sin problemas este tipo de archivos.
Otra solución pasa utilizar programas que sí admitan los archivos originales .TOD como el programa Vegas 8 o el archiconocido NERO 8 en su versión ultra HD edition.
Lo que sí es indispensable es instalar el software suministrado con la cámara para instalar los codecs necesarios para la visualización y edición de estos archivos.
En algunos casos hay personas que quieren convertir estos archivos a formato con extensión MPG o MPEG para poder editarlos en su software favorito. Hay que decir que cualquier conversión de archivos de vídeo conlleva una pérdida importante de calidad. Lo mejor es utilizar directamente los archivos que la máquina genera.
Algunos usuarios piensan que lo mejor es pasar los videos a un DVD convencional para poder guardar las grabaciones. Esto es sin duda una forma de archivar nuestros recuerdos, pero hemos de saber que al hacerlo estaremos usando definición estándar en lugar de alta definición. Por este motivo, yo pregunto: ¿por qué hemos gastado un dinero importante en una cámara de alta definición si luego voy a crear DVD con definición estándar?
Estamos entrando en el mundo de la alta definición. Esto supone que los DVD están obsoletos para esta resolución. Para grabar nuestros recuerdos en alta definición debemos guardar nuestra compilación en un disco BLU-RAY o bien en algún disco multimedia que soporte archivos de alta definición. Es otra era y son otros dispositivos, pero el resultado será espectacular.
La estructura de directorios generada por la cámara es la siguiente:
```
[HD] .......................................Disco interno de la cámara
  +--- DCIM
  |      +--- xxxJVCSO .....................Carpetas de fotografías
  |      |       +------ PIC_xxxx.JPG ......Archivos de fotografías
  |      |       +------ PIC_xxxx.JPG
  |      |
  |      +--- xxxJVCSO
  |      +--- xxxJVCSO
  |
  +--- SD_VIDEO
  |      +--- MGR_INFO .....................Información de los vídeos
  |      |
  |      +--- PRGxxx .......................Carpeta de vídeos
  |      |       +------ PRGxxx. PGI ........Info. del archivo de vídeo
  |      |       +------ PRGxxx. TOD ........archivo de vídeo en HD
  |      |       +------ PRGxxx. MOI ........Info. del archivo de vídeo
  |      |
  |      +--- PRGxxx
  |      +--- PRGxxx
  |
  +--- EXTMOV ..............................Archivos de demostración y
  |                                         vídeos erróneos
  |
  +--- MISC ................................Datos de configuración
  |
  +--- PRIVATE .............................Configuración de la cámara
```

Normalmente los archivos generados por las cámaras de vídeo tienen la extensión MOD. Sólo en el caso de los vídeos HD (alta definición) las JVC Everio con resolución 1920×1080i o superior tienen por el momento la extensión .TOD